# Ramón Rosso
Ramón Antonio Rosso Jr. (Santo Domingo, 6 de junio de 1996) es un lanzador dominicano de béisbol profesional que juega en las Grandes Ligas (MLB) para los Philadelphia Phillies.

## Carrera profesional
Rosso nació en Santo Domingo, República Dominicana de padre español y madre dominicana. Se mudó a España, lanzando para el CB Barcelona de la División de Honor de Béisbol. Participó con la Academia de la Federación Catalana en el torneo europeo auspiciado por los Ángeles Dodgers en la ciudad española de Valencia.

### Los Ángeles Dodgers
A los 19 años, Rosso fue contratado durante el torneo celebrado por MLB Europe en Sant Boi, por Los Angeles Dodgers por un bono de $ 62,000 el 2 de julio de 2015. Fue liberado por los Dodgers un año después, el 15 de julio de 2016, y nunca lanzó en un juego de ligas menores para la organización.

### Philadelphia Phillies
Rosso fue firmado por los Philadelphia Phillies, quienes le habían ofrecido un contrato antes de su firma con los Dodgers, el 2 de junio de 2017. Debutó con los Filis de la Liga de Verano Dominicana , lanzando a un récord de 6-1 de victorias y derrotas. con un promedio de carreras limpias (efectividad) de 0.74 en nueve aperturas y ganando un ascenso a los Filis de la Liga de la Costa del Golfo. Después de ponchar a 13 bateadores con una carrera limpia en nueve entradas lanzadas, Rosso fue ascendido nuevamente y terminó la temporada con los Williamsport Crosscutters de la New York-Penn League. Publicó un récord de 1-0 con una efectividad de 3.00 y 23 ponches en 18 entradas lanzadas con Williamsport. Rosso comenzó la temporada 2018 con Lakewood BlueClaws de la South Atlantic League , donde tuvo marca de 5-1 con efectividad de 1.33 y 81 ponches en 12 aperturas y fue nombrado All-Star de la liga antes de ser ascendido a Clearwater Threshers de la Liga Estatal de Florida. Lanzó en 11 juegos con 10 aperturas para Clearwater y tuvo marca de 6-2 con efectividad de 2.91. Rosso comenzó el 2019 con los Reading Phillies de la AA Eastern League , donde tuvo un récord de 3-2 con una efectividad de 3.15 en diez aperturas antes de ganar un ascenso a la AAA.Cerdos de hierro de Lehigh Valley. Terminó la temporada con Lehigh Valley y se fue de 2-4 con una efectividad de 5.50 y 64 ponches.
Rosso fue invitado a los entrenamientos de primavera por los Filis en 2020. El 24 de julio de 2020, hizo su debut en la MLB. Terminó su temporada de novato con efectividad de 6.52 en 7 apariciones. Lanzó 1.1 entradas sin anotaciones para los Filis en 2021 antes de ser designado para asignación el 23 de mayo de 2021.  Fue trasladado a Triple-A Lehigh Valley el 28 de mayo. El 1 de septiembre de 2021, los Filis seleccionaron a Rosso's contrato.